# Соња Сајзор
Соња Сајзор (26. јануар 1993) je српска транс феминисткиња и мултидисциплинарна визуелна уметница, ди-џеј и дарквејв певачица. Она користи шминку, костимографију, фотографију, филм и перформанс као средство уметничког изражавања.
Оснивач је Троник Лаба — колектива независних квир уметника и продуцент иза истоимених Троник Лаб квир панк журки које води као главни извођач и ди-џеј. Препознатљива је по експерименталном избору дарк инди попа, арт попа који се укршта са вич-хаус музиком и хип хопом, а у њеном музичком избору присутна је и носталгија за музиком са краја деведесетих и почетка 21. века.
Име Соња Сајзор је настало као комбинација имена глумице Соње Савић и презимена Патрика Сајзора.

## Биографија
Рођена је 26. јануара 1993. у Шапцу. Њени почеци јавних наступа са шеснаест година били су сведени на писање и рецитовање сатиричне поезије са елементима политичке критике, бурлеске и стендап комедије. Перформанс је изводила у оквиру поетских вечери у Театру 78. Упоредо, експериментисала је са фотографијом, користећи само скромну камеру мобилног телефона.
У марту 2014. Соњу је открила хрватска певачица Ида Престер која ју је ангажовала за учешће у споту под називом „У твојој глави”. Јула 2015. године Соња Сајзор је основала Троник Лаб — колектив независних уметника, након чега је кренула са реализацијом истоимених Троник журки. Соња се појавила и на насловници магазина Оптимист — јединог ЛГБТ магазина у Србији.
Своју трансформацију као личности и младе визуелне уметнице, Соња је почела да документује са својих 16. Вишегодишњу трансформацију објавила је на Тамблеру, у виду виртуелне изложбе „СЕДАМ — 7 година Соње”.
Јуна 2017. године, у сарадњи са Миленком Вујошевићем, соло уметником и продуцентом познатијим као Енш, избацује сингл „Heartbroken”.
Локална верзија медијске компаније Вајс је снимила кратак документарац о Соњи Сајзор који је премијерно емитован на Првој српској телевизији 25. марта 2018. године. У документарцу, Соња говори о транзицији, бунту, дрегу, уметности, али и њеној свакодневној борби.
Крајем 2018. године објавила је свој деби албум под називом „Prudence”. Соња је ауторка свих текстова на албуму док је у музичкој продукцији учествовао Енш.

## Дискографија
- Prudence, 2018, Phonofile Balkan
- Nocturnal, 2019[12]

### Синглови
- 2017 — Heartbroken ft. Ensh
- 2017 — Loner's Lament
- 2018 — Fragile Blues
- 2018 — All Hell Breaks Loose